# Герб Варви
Герб Ва́рви — геральдичний символ смт Варви Варвинського району Чернігівської області (Україна). 
Затверджений Рішенням Варвинської селищної ради № 26-11/11 від 22 грудня 2011 року. 

## Опис
Герб Варви — офіційний знак селища, розміщений на геральдичному щиті, у центрі якого знаходиться колишній герб Варви 1737 року. Герб складається з двох рівновеликих частин зеленого й жовтого кольорів. Праворуч на зеленому тлі зображено два колоски, ліва жовта частина Герба розділена навпіл, угорі якої зображений кобзар, а внизу — нафтова вежа. 
Зелений колір Герба символізує надію, вічність життя, достаток; два колоски підкреслюють одвічне заняття мешканців Варви сільськогосподарським виробництвом, щедрість української землі. Жовтий (золотий) колір уособлює радість життя, сонце, багатство й великодушність народу. 
Українським народним оберегом, символом героїчної минувшини виступає образ кобзаря, який утверджує національно-патріотичний дух народу, його християнську мораль. Нафтова вежа вказує на розвиток на території селища нафтової та газової промисловості — основи благополуччя мешканців.

## Історія
У XVIII ст. місто мало статус ратушного містечка і вживало свій герб.

Герб міста XVIII ст. (реконструкція)
Герб міста XVIII ст. (реконструкція)